# Capilla de la Caridad (Montevideo)

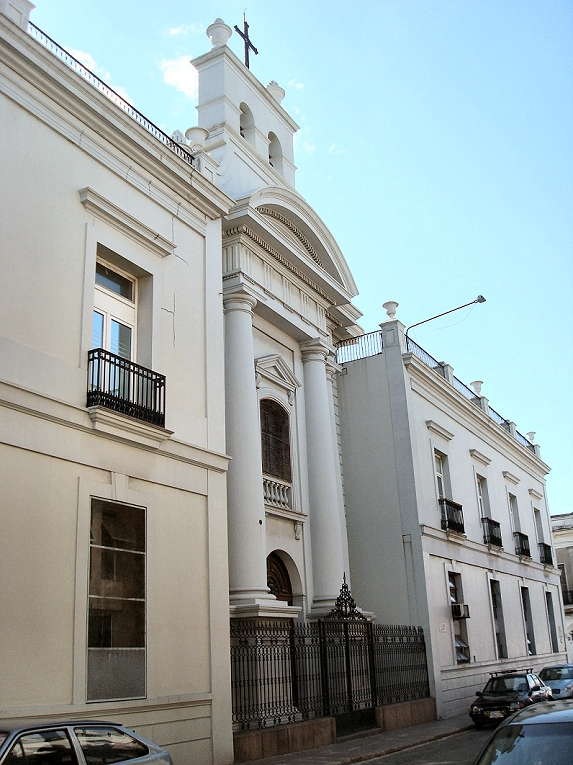
Capilla de la Caridad

Die Capilla de la Caridad ist ein katholisches Kirchengebäude in der uruguayischen Landeshauptstadt Montevideo in der Ciudad Vieja an der Calle Maciel zwischen den Straßen 25 de Mayo und Washington.
Die Grundsteinlegung erfolgte im Jahre 1798, das Bauwerk des Architekten Miguel Estévez wurde 1807 fertiggestellt. Von 1859 bis 1860 vollendete der Architekt Bernardo Poncini die Fassade. Das Areal, auf dem das Bauwerk steht, umfasst eine Grundfläche von 6626 m². Die zwölf Meter hohe, zweistöckige Kapelle ist Teil des Hospital Maciel, das unter anderem im die Kapelle umschließenden Gebäude des Hospital de San José y la Caridad untergebracht ist.
Seit 1975 ist die Capilla de la Caridad als Monumento Histórico Nacional klassifiziert.